# 帶一片風景走
《帶一片風景走》是一部由澎恰恰所執導的台灣電影。描述一位中年婦女秀美（侯怡君飾）因為得了小腦萎縮症，她的先生智輝（黃品源飾）決定推著輪椅帶著秀美以步行方式環島的過程。改編自真人實事小說《百萬步的愛》。

## 劇情簡介
智輝跟許多藍領階級一樣，每天在大太陽底下揮汗工作，直到妻子秀美被檢查出小腦萎縮；由於秀美身體的改變，也讓智輝有重大的轉變；從原本不能接受，直到接納，並帶著秀美去環島；這一切重大的轉變，不只改變了智輝一家人，也改變了周遭人的看法。

### 劇本編製
- 劇本改編自原著《百萬步的愛》。導演澎恰恰在接受某雜誌採訪的時候，原來沒有看過這本書，但是卻知道了這個故事，同時也為了選女主角而傷腦筋，也正因為如此，剛好由侯怡君來擔任，在大眾和病友的協助下，結果不但超出導演的預期，連病友和社工都誇讚女主角演得好，在拍片之中導演看了這本書，發現原來有很多類似的地方，也讓導演認為這一切都是天注定的。

## 演員

### 主要角色
- 黃品源飾演：智輝─是一個工人
- 侯怡君飾演：秀美─是一個紡織工廠的領班,得了小腦萎縮症
- 高靖榕飾演：曉琪（女兒），在本劇最後出現站不穩的症狀，疑似也得了小腦萎縮症

### 其他角色
- 堂娜飾演：小腦協會秘書長
- 小野飾演：醫生─秀美的主治醫生
- 倪志強飾演：智輝的同事
- 張文綺飾演：曉琪的同學
- 林柏宏飾演：曉琪的同學
- 黃鐙輝飾演：黃彥威

## 歌曲

### 主題曲
- 電影主題曲「帶一片風景走」─電影主題曲─「月亮下的眼淚」，詞：澎恰恰/趙詠華。  曲：澎恰恰。  演唱/製作：趙詠華。   編曲：屠穎。

## 宣傳
- SS小燕之夜 / 電影「帶一片風景走 leaving gracefully」預告（6/17/2011）上映宣傳。  facebook/ 侯怡君的家/ 牆上照片。
- 電影「帶一片風景走 leaving gracefully 感恩預售簽名活動」5/21/2011（六）下午14：00－17：00 新光三越信義/新天地/春水堂旁廣場。
- 澎恰恰、侯怡君宣傳電影「帶一片風景走」 豬哥會社/民視 2011/5/26（四） （页面存档备份，存于）。
- 「台灣紅歌星100年」（第八集）5/29(日)晚上9:00播出 （页面存档备份，存于），林慧萍、許常德主持/公共電視， 本集來賓：澎恰恰、趙詠華。

## 外部連結
- PIXNET （页面存档备份，存于）
- 電影《帶一片風景走》 leaving gracefully 電影相關宣傳活動專頁的Facebook專頁
- 真實的故事：「黃智勇推罕病妻環島」故事感動人 妻病危，黃每天守病榻      NOWnews【在地情報】基隆市 2008/06/07  （页面存档备份，存于）
- 《帶一片風景走》（Leaving Gracefully）聯合追星網> 新片介紹> 電影 2011/5/26 （页面存档备份，存于）
- 《帶一片風景走》 leaving gracefully 畫廊
- Yahoo奇摩電影上《帶一片風景走》的資料（繁體中文）
- MSN娛樂上《帶一片風景走》的資料（繁體中文）

- 開眼電影網上《帶一片風景走》的資料（繁體中文）
- 豆瓣电影上《帶一片風景走》的資料 （简体中文）
- 时光网上《帶一片風景走》的資料（简体中文）
- 香港影庫上《帶一片風景走》的資料（繁體中文）
- 互联网电影数据库（IMDb）上《帶一片風景走》的资料（英文）
- 推輪椅帶妻環島 台版“1公升眼淚”登大螢幕 黃郁茗/李延智 台北 TVBS新聞 （页面存档备份，存于）
- 高靖榕 Sharon 專頁/facebook
- 高靖榕 /新浪微博 （页面存档备份，存于）
- 侯怡君的家 專頁/facebook
- 黃品源 Huang Pin Yuan 專頁/facebook
- 中華小腦萎縮症病友協會（相關病友互助組織） （页面存档备份，存于）